# Shimamo
shimamo（日语：しまも）是日本的女性创作歌手、YouTuber，出生于日本宫城县。血型O型。身高169cm。以在YouTube直播中即兴点歌弹唱而知名，被誉为“YouTubeLive演唱会的女王”。

## 经历
shimamo在5岁时开始弹钢琴，高中起就在仙台当地加入了乐队，担当过贝斯手和键盘手。
2015年8月起开始在SHOWROOM、TwitCasting、YouTube等网络平台开始进行直播。同年10月，音乐制作人藤井丈司在SHOWROOM举办活动，只要提供自己原创的歌曲就可以帮助其录制并发布到iTunes平台。而shimamo创作的歌曲《白色的奇迹》（日语：白いキセキ）最终胜出，并成功登上iTunes发售。
2016年10月发布新歌《YOU》，这首歌成为了富士电视台音乐节目《ミューサタ》的结束曲。
2017年1月，《白色的奇迹》CD作为shimamo的出道单曲正式发售。首周在Oricon公信榜中排名第44位。
2017年4月起在YouTube直播开始演唱活动，应观众的要求即兴弹唱歌曲，基本每天都会进行直播。而两个月后YouTube频道就有超过3万名粉丝关注。
2017年9月在东京都杉并区方南町Mboxx进行个人第一场专场演唱会，同年12月再次举办，此后在2018年起，每月定期举办一场。
2017年10月参加了日本职业棒球东北乐天金鹫队比赛前的国歌合唱仪式。
2018年10月3日，第一张迷你专辑《shimamo》发售，这张唱片由日本环球音乐制作，shimamo也成功主流出道。发售同时，10月7日至27日，shimamo将举办个人首次全国巡回演唱会，到访4个场馆共计6场演出。
shimamo以每天进行网络直播演出的方式，而非传统的街头或LiveHouse演出，同样能够使自身的演唱会门票、CD唱片、周边商品等热卖，也成为了新时代的一种营销方式。

## 作品

### 单曲
|   | 发售日        | 标题 | ORICON 周榜排名 |
| - | ------------- | ---- | --------------- |
| 1 | 2017年1月11日 |      | 44位            |

### 迷你专辑
|   | 发售日        | 标题 | ORICON 周榜排名 |
| - | ------------- | ---- | --------------- |
| 1 | 2018年10月3日 |      | 40位            |